# 제천시의 국회의원

## 행정구역 변천
- 1945년 8월 15일 충청북도 제천군
- 1980년 4월 1일 제천군 제천읍이 제천시로 승격, 제천군은 제원군으로 개칭
- 1991년 1월 1일 제원군이 제천군으로 명칭 환원
- 1995년 1월 1일 제천시와 제천군을 통합하여 '제천시' 설치

## 제천시의 역대 국회의원 일람
| 대수         | 이름           | 소속정당           | 임기                               | 선거구역                                |
| ------------ | -------------- | ------------------ | ---------------------------------- | --------------------------------------- |
| 제1대        | 유홍렬(柳鴻烈) | 대한독립촉성국민회 | 1948년 5월 31일 ~ 1950년 5월 30일  | 제천군 일원                             |
| 제2대        | 한필수(韓弼洙) | 무소속             | 1950년 5월 31일 ~ 1954년 5월 30일  | 제천군 일원                             |
| 제3대        | 유홍령(柳鴻烈) | 자유당             | 1954년 5월 31일 ~ 1958년 5월 30일  | 제천군 일원                             |
| 제4대        | 이태용(李泰鎔) | 자유당             | 1958년 5월 31일 ~ 1960년 7월 28일  | 제천군 일원                             |
| 제5대 민의원 | 이태용(李泰鎔) | 민주당             | 1960년 7월 29일 ~ 1961년 5월 16일  | 제천군 일원                             |
| 제6대        | 김종무(金鍾茂) | 민주공화당         | 1963년 12월 17일 ~ 1967년 6월 30일 | 제천군·단양군 일원                      |
| 제7대        | 김유택(金裕澤) | 민주공화당         | 1967년 7월 1일 ~ 1971년 6월 30일   | 제천군·단양군 일원                      |
| 제8대        | 이해원(李海元) | 민주공화당         | 1971년 7월 1일 ~ 1972년 10월 17일  | 제천군·단양군 일원(제8선거구)           |
| 제9대        | 이종근(李鍾根) | 민주공화당         | 1973년 3월 12일 ~ 1979년 3월 11일  | 충주시·중원군·제천군·단양군 일원        |
| 제9대        | 이해원(李海元) | 민주공화당         | 1973년 3월 12일 ~ 1979년 3월 11일  | 충주시·중원군·제천군·단양군 일원        |
| 제10대       | 이종근(李鍾根) | 민주공화당         | 1979년 3월 12일 ~ 1980년 10월 27일 | 충주시·중원군·제천군·단양군 일원        |
| 제10대       | 이택희(李宅熙) | 신민당             | 1979년 3월 12일 ~ 1980년 8월 6일   | 충주시·중원군·제천군·단양군 일원        |
| 제11대       | 이해원(李海元) | 민주정의당         | 1981년 4월 11일 ~ 1985년 4월 10일  | 충주시·중원군·제천시·제원군·단양군 일원 |
| 제11대       | 김영준(金永俊) | 민주한국당         | 1981년 4월 11일 ~ 1985년 4월 10일  | 충주시·중원군·제천시·제원군·단양군 일원 |
| 제12대       | 이춘구(李春九) | 민주정의당         | 1985년 4월 11일 ~ 1988년 5월 29일  | 충주시·중원군·제천시·제원군·단양군 일원 |
| 제12대       | 이택희(李宅熙) | 신한민주당         | 1985년 4월 11일 ~ 1988년 5월 29일  | 충주시·중원군·제천시·제원군·단양군 일원 |
| 제13대       | 이춘구(李春九) | 민주정의당         | 1988년 5월 30일 ~ 1992년 5월 29일  | 제천시 일원                             |
| 제13대       | 안영기(安榮基) | 민주정의당         | 1988년 5월 30일 ~ 1992년 5월 29일  | 제원군·단양군 일원                      |
| 제14대       | 이춘구(李春九) | 민주자유당         | 1992년 5월 30일 ~ 1996년 5월 29일  | 제천시 일원                             |
| 제14대       | 송광호(宋光浩) | 통일국민당         | 1992년 5월 30일 ~ 1996년 5월 29일  | 제천군·단양군 일원                      |
| 제15대       | 김영준(金永俊) | 무소속             | 1996년 5월 30일 ~ 2000년 5월 29일  | 제천시·단양군 일원                      |
| 제16대       | 송광호(宋光浩) | 자유민주연합       | 2000년 5월 30일 ~ 2004년 5월 29일  | 제천시·단양군 일원                      |
| 제17대       | 서재관(徐載寬) | 열린우리당         | 2004년 5월 30일 ~ 2008년 5월 29일  | 제천시·단양군 일원                      |
| 제18대       | 송광호(宋光浩) | 한나라당           | 2008년 5월 30일 ~ 2012년 5월 29일  | 제천시·단양군 일원                      |
| 제19대       | 송광호(宋光浩) | 새누리당           | 당선 무효                          | 제천시·단양군 일원                      |
| 제20대       | 권석창(權錫昌) | 새누리당           | 당선 무효                          | 제천시·단양군 일원                      |
| 제20대       | 이후삼(李厚三) | 더불어민주당       | 2018년 6월 14일 ~ 2020년 5월 29일  | 제천시·단양군 일원                      |
| 제21대       | 엄태영(嚴泰永) | 미래통합당         | 2020년 5월 30일 - 2024년 5월 29일  | 제천시·단양군 일원                      |
| 제22대       | 엄태영(嚴泰永) | 국민의힘           | 2024년 5월 30일 -                  | 제천시·단양군 일원                      |

## 같이 보기
- 단양군의 국회의원
- 충주시의 국회의원
- 청주시의 국회의원
- 제천시 (선거구)
- 제원군·단양군
- 제천시·단양군